# 2586 Matson
2586 Matson (1980 LO) là một tiểu hành tinh vành đai chính được phát hiện ngày 17 tháng 6 năm 1980 bởi C. Shoemaker ở Palomar.